# تيرينس صموئيل
تيرينس صموئيل (11 يونيو 1994 ببروكلين في الولايات المتحدة - ) (بالإنجليزية: Terrence Samuel)‏ هو لاعب كرة سلة أمريكي في مركز هجوم خلفي. لعب مع يوكون هسكيز للرجال ‏.

## وصلات خارجية
- تيرينس صموئيل على موقع كلية كرة السلة في سبورتس رفرنس.كوم (الإنجليزية)
- تيرينس صموئيل على موقع ريلجم (الإنجليزية)